# Р-7 (семейство ракет-носителей)

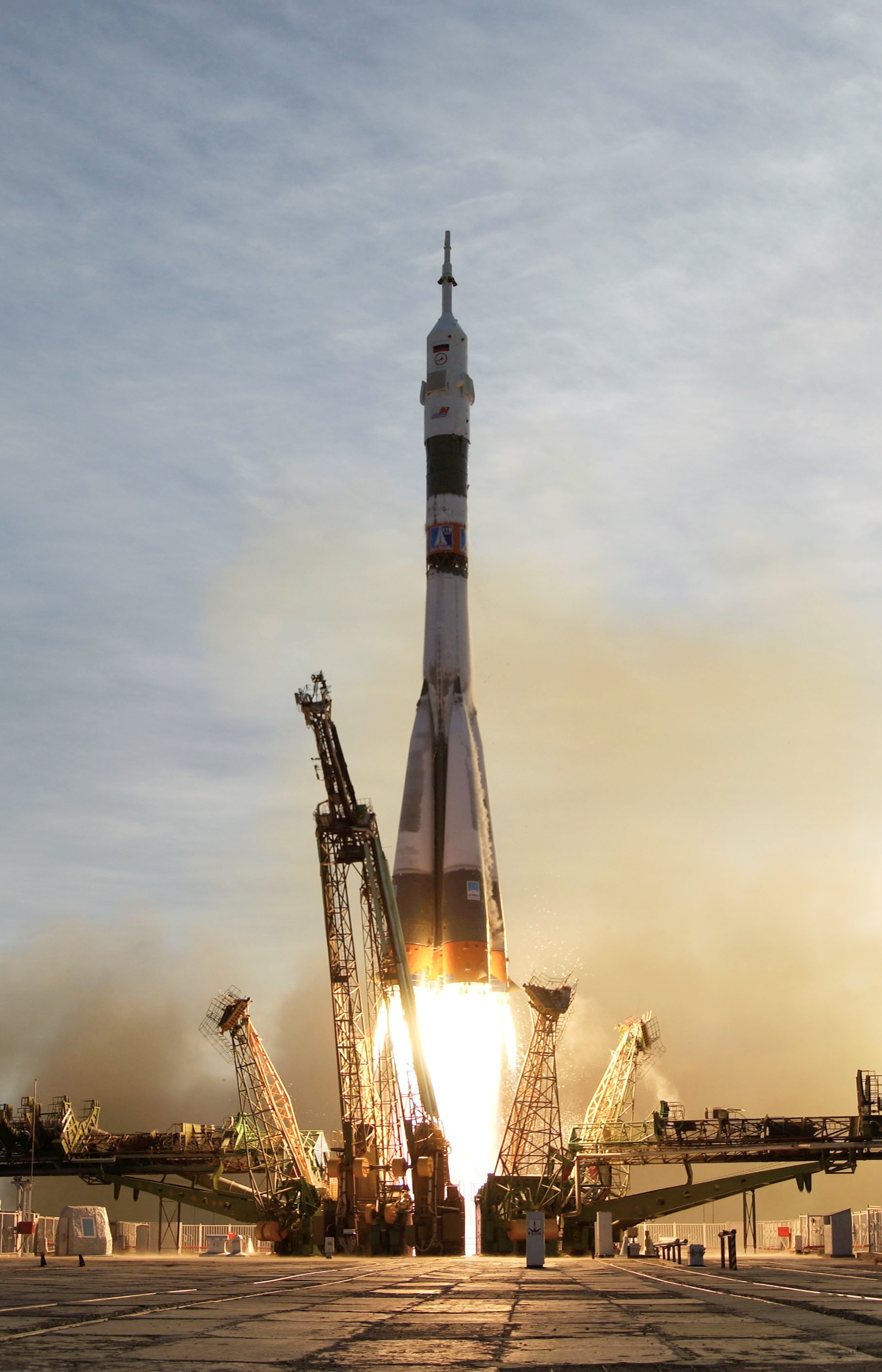
Ракета-носитель Союз-ФГ при запуске космического корабля Союз ТМА-5

Р-7 (разг. «семёрка») — семейство ракет-носителей, созданное на основе МБР Р-7 путём глубокой многоэтапной модернизации. Была создана конструкторами куйбышевского (ныне самарского) «ЦСКБ-Прогресс». Все ракеты семейства Р-7 с 1958 года и по настоящее время производятся на этом предприятии.

## Общие сведения

Ракеты-носители на базе Р-7

Удачность и, как следствие, надёжность конструкции и очень большая для МБР мощность позволила использовать Р-7 в качестве ракеты-носителя. В процессе эксплуатации Р-7 в качестве ракеты-носителя выявлялись недостатки и производилась её модернизация для повышения выводимой полезной нагрузки, надёжности, увеличения спектра решаемых ею задач, что привело к появлению целого семейства ракет-носителей.
Ракеты-носители именно данного семейства открыли человеку космическую эру, ими, среди всего прочего, были осуществлены:
- вывод на орбиту Земли первого искусственного спутника;
- вывод на орбиту Земли первого спутника с живым существом на борту;
- вывод на орбиту Земли первого пилотируемого человеком корабля;
- первая мягкая посадка на другое небесное тело — Луну

На сегодня все пилотируемые запуски СССР и России осуществлены ракетами этого семейства.
В связи с тем, что наиболее массовыми представителями семейства являются ракеты-носители с названием «Союз», последнее часто используется для обозначения всего семейства.
Стоимость ракеты-носителя в полной комплектации (с двигателем РД-0124 на второй ступени и с разгонным блоком) с учётом стоимости пусковых услуг космодрома — около 70 млн долл.; стоимость изготовления самой ракеты типа Союз-У или Союз-ФГ составляет порядка 20 млн долл.

## Эксплуатация
В настоящее время эксплуатируется один тип семейства:
- Союз-2.

Эксплуатирующими организациями являются Космические войска и Роскосмос. Кроме того создана международная корпорация Старсем (от Star — звезда и Sem — семь, семёрка), осуществляющая вывод полезной нагрузки ракетами-носителями этого семейства для иностранных заказчиков с космодрома Байконур.

## Переченьракет-носителейсемейства и их основных отличий
| Ракета-носитель | код ГРАУ | ступень 1        | ступень 2 | ступень 3 | ступень 4 | ДУ 1-й ступени  | ДУ 2-й ступени | ДУ 3-й ступени | ДУ 4-й ступени | Система управления                   | длина | диаметр | масса  |
| --------------- | -------- | ---------------- | --------- | --------- | --------- | --------------- | -------------- | -------------- | -------------- | ------------------------------------ | ----- | ------- | ------ |
| Спутник         | 8К71ПС   | Блоки Б, В, Г, Д | Блок А    | —         | —         | РД-107          | РД-108         | —              | —              | аналоговая, единая                   | 29167 | 10300   | 267000 |
| Спутник-3       | 8А91     | Блоки Б, В, Г, Д | Блок А    | —         | —         | РД-107          | РД-108         | —              | —              | аналоговая, единая                   | 31000 | 10300   | 269300 |
| Полёт           | 11К59    | Блоки Б, В, Г, Д | Блок А    | —         | —         | РД-107          | РД-108         | —              | —              | аналоговая, единая                   | 30000 | 10300   | 277000 |
| Луна            | 8К72     | Блоки Б, В, Г, Д | Блок А    | Блок Е    | —         | РД-107          | РД-108         | РД-0105        | —              | аналоговые: 1-я для А-Д, 2-я для Е   | 33500 | 10300   | 279000 |
| Восток          | 8К72К    | Блоки Б, В, Г, Д | Блок А    | Блок Е    | —         | РД-107          | РД-108         | РД-0109        | —              | аналоговые: 1-я для А-Д, 2-я для Е   | 38246 | 10300   | 287000 |
| Восток-2        | 8А92     | Блоки Б, В, Г, Д | Блок А    | Блок Е    | —         | РД-107          | РД-108         | РД-0109        | —              | аналоговые: 1-я для А-Д, 2-я для Е   | 38246 | 10300   | 287000 |
| Восток-2М       | 8А92М    | Блоки Б, В, Г, Д | Блок А    | Блок Е    | —         | РД-107          | РД-108         | РД-0109        | —              | аналоговые: 1-я для А-Д, 2-я для Е   | 38246 | 10300   | 287000 |
| Восход          | 11К57    | Блоки Б, В, Г, Д | Блок А    | Блок И    | —         | РД-107          | РД-108         | РД-0108        | —              | аналоговые: 1-я для А-Д, 2-я для И   | 44628 | 10300   | 298400 |
| Молния          | 8К78     | Блоки Б, В, Г, Д | Блок А    | Блок И    | Блок Л    | РД-107ММ        | РД-108ММ       | РД-0107        | C1-5400        | аналоговые: 1-я для А-Д, 2-я для И,Л | 43440 | 10300   | 305000 |
| Молния-М        | 8К78М    | Блоки Б, В, Г, Д | Блок А    | Блок И    | Блок Л    | РД-107ММ        | РД-108ММ       | РД-0110        | C1-5400        | аналоговые: 1-я для А-Д, 2-я для И,Л | 43440 | 10300   | 305000 |
| Союз            | 11А511   | Блоки Б, В, Г, Д | Блок А    | Блок И    | —         | РД-107          | РД-108         | РД-0110        | —              | аналоговые: 1-я для А-Д, 2-я для И   | 50670 | 10300   | 308000 |
| Союз-Л          | 11А511Л  | Блоки Б, В, Г, Д | Блок А    | Блок И    | —         | РД-107          | РД-108         | РД-0110        | —              | аналоговые: 1-я для А-Д, 2-я для И   | 44000 | 10300   | 305000 |
| Союз-М          | 11А511М  | Блоки Б, В, Г, Д | Блок А    | Блок И    | —         | РД-107          | РД-108         | РД-0110        | —              | аналоговые: 1-я для А-Д, 2-я для И   | 50670 | 10300   | 310000 |
| Союз-У          | 11А511У  | Блоки Б, В, Г, Д | Блок А    | Блок И    | —         | РД-117          | РД-118         | РД-0110        | —              | аналоговые: 1-я для А-Д, 2-я для И   | 51100 | 10300   | 313000 |
| Союз-У2         | 11А511У2 | Блоки Б, В, Г, Д | Блок А    | Блок И    | —         | РД-117          | РД-118         | РД-0110        | —              | аналоговые: 1-я для А-Д, 2-я для И   | 51100 | 10300   | 313000 |
| Союз-ФГ         | 11А511ФГ | Блоки Б, В, Г, Д | Блок А    | Блок И    | —         | РД-107А         | РД-108А        | РД-0110        | —              | аналоговые: 1-я для А-Д, 2-я для И   | 49476 | 10300   | 305000 |
| Союз-2.1а       | 14А14    | Блоки Б, В, Г, Д | Блок А    | Блок И    | —         | РД-107А         | РД-108А        | РД-0110        | —              | цифровая, единая                     | 49476 | 10300   | 305000 |
| Союз-2.1б       | 14А14    | Блоки Б, В, Г, Д | Блок А    | Блок И    | —         | РД-107А         | РД-108А        | РД-0124        | —              | цифровая, единая                     | 49476 | 10300   | 311000 |
| Союз-2.1в       | 14А15    | Блок А           | Блок И    | —         | —         | НК-33 + РД-110Р | РД-0124        | —              | —              | цифровая, единая                     | 44000 | 3000    | 158000 |

### Спутник
Фактически являлась межконтинентальной баллистической ракетой Р-7 со снятой боевой частью. Именно эта ракета вывела на орбиту первый искусственный спутник Земли и первое живое существо. Вариант 8А91 отличался от базового 8К71ПС двигателями с увеличенным удельным импульсом, был использован для вывода Объекта Д. Этот вариант послужил базой для трехступенчатых версий.

### Луна
Отличалась от версии «Спутник» добавлением 3-й ступени — блока Е. Именно эта ракета вывела космический аппарат «Луна-1», ставший первым искусственным спутником Солнца, первую межпланетную станцию, достигшую Луны — «Луну-2» и «Луну-3» — межпланетную станцию, сделавшую первые снимки обратной стороны Луны.
Также известна как «Восток-Л».

### Восток
Отличалась от версии «Луна» модернизированным двигателем третьей ступени (РД-0109 вместо РД-0105). Именно эта ракета вывела на орбиту первый космический корабль с человеком на борту.

### Восход
Была получена из ракеты «Молния» заменой четвёртой ступени на увеличенную полезную нагрузку. Впервые использовалась для запуска спутников фоторазведки, масса которых превысила возможности ракеты «Восток». Позволила выводить пилотируемые корабли с экипажем из двух-трёх человек.

### Молния
Четырёхступенчатая ракета. Отличалась новой третьей ступенью (Блок И), разработанной на базе второй ступени боевой ракеты Р-9, наличием 4-й ступени (Блок Л), а также модернизированными двигателями на всех ступенях. Была предназначена для выведения космических аппаратов на отлетные траектории к другим планетам. Эта ракета использовалась для запуска станций, осуществивших первую мягкую посадку на Луне и выход на окололунную орбиту, а также АМС, осуществивших посадку на Венеру. Несколько позднее была использована для выведения на высокоэллиптические орбиты спутников связи серии «Молния».

### Союз
Дальнейшая модернизация РН «Восход», отличавшаяся более совершенным двигателем 3-й ступени (РД-0110). Позволила выводить новые «лунные» пилотируемые космические корабли «Союз», способные производить манёвры и стыковку на орбите.

### Союз-У
Модернизация ракеты-носителя «Союз» с улучшенными двигателями 1-й и 2-й ступеней. Предназначалась для замены всех остальных ракет семейства Р-7, за исключением версии «Молния», поэтому получила название Союз-Унифицированный.
Эксплуатировалась с 1973 года по 2016 год и является самой массовой в истории: всего произведён 791 пуск.

### Союз-У2
«Союз-У2» отличался от базового «Союз-У» использованием на первой и второй ступенях синтетического керосина (синтин) вместо традиционного авиационного керосина Т1, что позволило увеличить полезную нагрузку на 200 кг. Первый запуск состоялся в декабре 1982 года. Всего за время эксплуатации проведено 70 успешных запусков «Союза-У2». Запуски этого варианта были свернуты в 1996 после прекращения производства синтина.
До 1 января 2012 года было совершено 70 запусков, все успешно. Подтверждённый показатель эксплуатационной надёжности ракеты-носителя «Союз-У» — 0,984.

### Союз-ФГ
Модернизация «Союз-У», на которой установлены новые двигатели 1-й и 2-й ступени, отличающиеся специальными форсуночными головками для лучшего смесеобразования, что и дало название Союз-Форсуночные Головки.
Создание этой модификации, несмотря на относительно небольшой прирост по полезной нагрузке (порядка 200 кг), было достаточно важным, ибо для выведения на «Союз-У» трёх космонавтов требовалось либо подбирать экипаж из лёгких космонавтов, либо максимально облегчать их различными способами (интенсивные тренировки, баня, жёсткие ограничения на личные вещи), что создавало сильные неудобства, особенно для космических туристов. Перевод пилотирумых пусков на «Союз-ФГ» позволил полностью решить эту проблему.
Эксплуатируется в настоящее время.

### Союз-2
Модернизация «Союз-У» (из-за длительности разработки «Союз-2» ближе к «Союз-ФГ», являющемуся параллельной модификацией «Союз-У»).
В процессе модернизации решались следующие задачи:
- замена нескольких раздельных для разных ступеней, морально устаревших систем управления производства Полисвит (Украина) на единую для всех ступеней цифровую систему управления российского производства, что привело к:
  - кардинальному повышению точности выведения (на десятичный порядок) вследствие использования терминальной системы наведения на основе гиростабилизированных платформ и системы спутниковой навигации;
  - повышению экономичности за счёт использования оптимальных алгоритмов расхода топлива;
  - возможности выведения полезной нагрузки по любым направлениям (в том числе из-за появления возможности пространственных манёвров в полете, позволяющих сбрасывать отработанные ступени даже при полёте над сравнительно густонаселенными районами);
  - возможности выведения крупногабаритных космических аппаратов за счёт использования больших обтекателей (ранее их нельзя было использовать из-за низкой устойчивости к смещениям от ветра);
  - кардинальное снижение трудоёмкости подготовки и запуска за счёт автоматизации многих, ранее ручных, операций, в частности ликвидация необходимости разворота стартового стола.
- замена двигателя 3-й ступени РД-0110 на более экономичный РД-0124, что позволило заметно, почти на тонну, поднять массу выводимой полезной нагрузки.

Находится в пробной эксплуатации, совмещённой с испытаниями. Запуски ракеты «Союз-2» производятся с 31 площадки космодрома Байконур, построен стартовый комплекс для этой ракеты на новом российском космодроме Восточный.